# Coppa del Re 1982 (hockey su pista)
La Coppa del Re 1982 è stata la 39ª edizione della principale coppa nazionale spagnola di hockey su pista. La fase finale della competizione ha avuto luogo dal 24 maggio e si è conclusa con la finale in campo neutro ad Alcoy il 18 luglio 1982. 
Il trofeo è stato conquistato dal Liceo La Coruña per la prima volta nella sua storia superando in finale il Reus Deportiu.

## Risultati

### Quarti di finale
Le gare di andata vennero disputate il 24 maggio e le gare di ritorno furono disputate il 6 giugno 1982.
| Squadra 1       | Totale | Squadra 2     | Andata | Ritorno |
| --------------- | ------ | ------------- | ------ | ------- |
| Liceo La Coruña | 8 - 4  | Barcellona    | 4 - 1  | 4 - 3   |
| Noia            | 8 - 9  | Reus Deportiu | 5 - 4  | 3 - 5   |
| Sentmenat       | 8 - 6  | Cibeles       | 7 - 2  | 1 - 4   |
| Vic             | 10 - 9 | Tordera       | 6 - 4  | 4 - 5   |

### Semifinali
Le gare di andata vennero disputate il 20 giugno e le gare di ritorno furono disputate il 4 luglio 1982.
| Squadra 1       | Totale  | Squadra 2 | Andata | Ritorno |
| --------------- | ------- | --------- | ------ | ------- |
| Liceo La Coruña | 16 - 13 | Sentmenat | 7 - 3  | 9 - 10  |
| Reus Deportiu   | 19 - 14 | Vic       | 9 - 5  | 10 - 9  |

### Finale
| Alcoy 18 luglio 1982 | Liceo La Coruña | 8 – 5 | Reus Deportiu |  |